# Juhász Gábor (súlyemelő)
Juhász Gábor (Mátészalka, 1960. március 10. –) magyar súlyemelő, a MAFC Budapest sportolója.

## Pályafutása
Az 1976-os montreali olimpia súlyemelő versenyeinek hatására határozta el, hogy közelebbről megismerkedik a sportággal. A Magyar Néphadsereg Középiskolai Katonai Kollégiumának növendékeként Egerben kezdett el sportolni, első edzője a háromszoros világbajnok Holczreiter Sándor volt. Az egri szakosztály megszűnése után útja a Budapesti Honvédba vezetett, ahol Ádám László mesteredző tanítványa lett. Hamar teljesítette az aranyjelvényes szintet, majd még ifjúságiként a felnőtt első osztályú szintet is. A katonai pályát a sportolói pályára cserélte, s edzőjét követve igazolt előbb a Csepel SC-hez, majd az MTK-hoz. 1996-tól a Budapesti Műszaki Egyetem súlyemelő szakosztályának versenyzője. Pályafutásának másik meghatározó edzője Zürich Ferenc, akivel a csepeli és a MAFC-os években dolgozott együtt.
56 és 60 kg-os súlycsoportban elért legjobb eredményei: szakítás: 117,5 kg; lökés: 145 kg.

## Sporteredményei
Háromszoros masters világbajnok: Collingwood (Kanada) 1996; Portland (USA) 1998; Glasgow (Skócia) 1999.
Veterán világbajnokság ezüstérmese 1995-ben és 2000-ben.
Európa-bajnok: Kazincbarcika, 1999., Európa-bajnoki bronzérmes: Debrecen, 2015.
Masters világjátékok győztes, szakításban világcsúcstartó.
Magyar bajnok, 22-szeres masters magyar bajnok.
Számos nemzetközi verseny győztese, többek között világkupa fordulót is nyert a csehországi Havirovban 1987-ben. 2012-ben megnyerte a Kazincbarcikán rendezett Szabó Ferenc nemzetközi masters súlyemelő emlékversenyt.
Európa- és világbajnoki érmeinek száma: 18 (4 arany, 10 ezüst, 4 bronz).

## Sportvezetőként
A Magyar Súlyemelő Szövetség Dopping Megelőzési Bizottságának elnöke (2004-2011); első osztályú versenybíró.